# 下霍爾蒂察河
下霍爾蒂察河（烏克蘭語：Нижня Хортиця），是烏克蘭的河流，位於該國東南部，屬於第聶伯河的右支流，發源自扎波羅熱巴爾卡，流經第聶伯羅彼得羅夫斯克州和扎波羅熱州，河道全長19公里。